# Phare de Monte San Bartolo
Le phare de Monte San Bartolo (en italien : Faro di Monte San Bartolo) est un phare situé sur le Monte San Bartolo, dans le Parc naturel régional du Mont San Bartolo dans la commune de Pesaro, dans la région des Marches en Italie. Il est géré par la Marina Militare.

## Histoire
Ce phare, mis en service en 1883, était une tour octogonale en maçonnerie. Il a été détruit par les allemands en retraite en 1944. Il redevint opérationnel dès 1952 après sa reconstruction. Il est localisé sur une falaise à environ 2 km au nord-ouest de Pesaro.
Il possède un Système d'identification automatique pour la navigation maritime.

## Description
Le phare  est une tour cylindrique de 25 m de haut, avec galerie et lanterne métallique surmontant une maison de gardien de deux étages. Le phare est blanc et le dôme de la lanterne est gris métallique. Il émet, à une hauteur focale de 175 m, deux brefs éclats blancs de 0.2 seconde toutes les 15 secondes. Sa portée est de 25 milles nautiques (environ 46 km) pour le feu principal et 18 milles nautiques (environ 33 km) pour le feu de veille.
Identifiant : ARLHS : ITA-106 ; EF-3986 - Amirauté : E2372 - NGA : 11296 .

## Caractéristiques dufeu maritime
Fréquence : 15 s (W-W)
- Lumière : 0.2 seconde
- Obscurité : 3.6 secondes
- Lumière : 0.2 seconde
- Obscurité : 11 secondes

### Lien connexe
- Liste des phares de l'Italie